# Віденське психоаналітичне товариство
Віденське психоаналітичне товариство (нім. Wiener Psychoanalytische Vereinigung, WPV), раніше відоме як Психологічне товариство «Середа», — найстаріше психоаналізичне товариство у світі. У 1908 році, відображаючи її зростаючий інституційний статус як міжнародного психоаналітичного авторитету того часу, групу Середа було відновлено під новою назвою, президентом став Зигмунд Фрейд, посаду, яку він залишив у 1910 році на користь Альфреда Адлера. Протягом своєї 36-річної історії, між 1902 і 1938 роками, Товариство мало 150 членів.

## Видатні члени
- Зигмунд Фрейд
- Альфред Адлер
- Вільгельм Райх
- Отто Ранк
- Карл Абрагам
- Карл Густав Юнг
- Шандор Ференці
- Гвідо Гольцкнехт
- Ісидор Ісаак Саджер
- Віктор Тауск
- Ганнс Сакс
- Людвіг Бінсвангер
- Карл Альфред Майєр
- Сабіна Шпільрейн
- Маргарет Гільфердінг
- Герберт Зільберер[2]
- Пол Шільдер[3]

## Перші зустрічі
У листопаді 1902 року Зигмунд Фрейд писав Альфреду Адлеру: «Невелике коло колег і прихильників дарують мені велике задоволення прийти до мене додому ввечері (8:30 після вечері), щоб обговорити цікаві теми з психології та невропатології… Чи не могли б ви приєднатися до нас?» До групи входили Вільгельм Штекель, Макс Кахане та Рудольф Райтлер, до яких незабаром приєднався Адлер. Штекель, віденський лікар, який аналізував Фрейда, дав початковий поштовх для зустрічей. Фрейд переконався, що кожен учасник внесе свій внесок в дискусію, витягнувши імена з урни та попросивши кожного звернутися до обраної теми.
Нові учасники запрошувалися тільки за згодою всієї групи, і лише деякі вибували. До 1906 року група, яка тоді називалася Психологічне товариство «Середа», включала 17 лікарів, аналітиків і неспеціалістів. Щоб збирати внески та вести письмові записи дедалі складніших дискусій того року був найнятий Отто Ранк. Кожна зустріч включала презентацію статті або історії хвороби з обговоренням і остаточним резюме Фрейда. Деякі з учасників представили детальні історії свого психологічного та сексуального розвитку.

## Активні роки
У міру того, як на зустрічах ставало все більше тих, хто вніс свій внесок у психоаналіз, аналітична відвертість іноді ставала приводом для особистих нападок. У 1908 році Макс Ґраф, чий п'ятирічний син був предметом дискусій у зв'язку зі знаменитою справою Фрейда «Маленький Ганс», висловив жаль з приводу зникнення конгеніальності. Ще тривали дискусії, з яких можна було отримати важливі висновки, але багато з них стали гострими. Багато членів хотіли скасувати традицію, згідно з якою нові ідеї, які обговорювалися на зборах, зараховувалися групі в цілому, а не першому автору ідеї. Фрейд запропонував, щоб кожен член мав вибір: розглядати його коментарі як його власну інтелектуальну власність або розміщувати їх у відкритому доступі.
Намагаючись вирішити деякі суперечки, Фрейд офіційно розпустив неформальну групу та створив нову групу під назвою Віденське психоаналітичне товариство. За пропозицією Альфреда Адлера обрання нових членів було засноване на таємному голосуванні, а не на запрошенні Фрейда. Незважаючи на те, що структура групи стала більш демократичною, дискусії втратили частину свого первісного еклектичного характеру в міру розвитку ідентичності групи. Основною увагою учасників стали психосексуальні теорії Фрейда.
Після закінчення Першої світової війни членство стало більш однорідним, і частка членів, які вважають себе євреями, зросла. За 36 років існування (до 1938 р.) Товариство налічувало 150 членів. Більшість членів були євреями, а 50 були (як і сам Фройд) дітьми єврейських іммігрантів з інших держав Габсбургів.